# NEXT Model Management
NEXT Model Management, aussi appelé NEXT est une agence de mannequins créée à New York en 1989 par Faith Kates. Elle gère aujourd'hui l'agence aux côtés de Joel Wilkenfeld.
NEXT Model Management est présente dans six villes : New York, Paris, Londres, Milan, Los Angeles et Miami. Sa fonction est de gérer la carrière de mannequins, mais aussi de chanteurs, acteurs, blogueurs et chefs.

## Historique
En 1981, Faith Kates obtient un job dans l'agence Wilhelmina Models où elle gère principalement la section des défilés de mode, s'occupant par exemple de Kim Alexis ou Patti Hansen. Elle y travaille pendant huit ans, jusqu'à ce qu'elle ouvre sa propre agence, NEXT Model Management, en 1989. Elle déclare que sur les treize mannequins à qui elle a demandé de rejoindre cette nouvelle agence, douze l'ont fait, comme Nadège du Bospertus.

## Partenariats
En 2003 l'agence s'associe avec le magazine Sports Illustrated pour leur Fresh Faces Swimsuit Model Search, puis en 2005 pour leur émission Sports Illustrated Swimsuit Model Search (en). Les gagnantes, Michelle Lombardo en 2003 et Alicia Hall (en) en 2005, ont remporté une photo dans l'édition spéciale du magazine, Sports Illustrated Swimsuit Issue et un contrat dans l'agence de mannequins,.
En 2013, l'agence s'associe avec Tyra Banks et son émission America's Next Top Model afin d'offrir un contrat dans l'agence au gagnant du Cycle 20. C'est finalement Jourdan Miller (en) qui a remporté cette saison et le contrat.

## Mannequins de l'agence
(liste non exhaustive)
- Ruby Aldridge (en)
- Ana Beatriz Barros
- Alexa Chung
- Caroline de Maigret
- Sharam Diniz (pt)
- Isabeli Fontana
- Samantha Harris (en)
- Marloes Horst
- Abbey Lee Kershaw
- Suvi Koponen (en)
- Daisy Lowe
- Arizona Muse
- Daniela Pestova
- Caroline Ribeiro (es)
- Rachel Roberts
- Anja Rubik
- Shanina Shaik[7]
- Yfke Sturm[8]
- Suki Waterhouse[9]
- Aline Weber (en)
- Anok Yai

## Chanteurs, acteurs et danseurs de l'agence
(liste non exhaustive)
- A$AP Rocky
- Bonnie Wright
- Conor Maynard
- Ellie Goulding
- Isabelle Adjani
- Jane Birkin
- Lana Del Rey[10]
- Les Twins
- Lou Doillon
- M.I.A.
- Pharrell Williams
- Rita Ora
- Taylor Momsen[11],[12]
- VV Brown
- Woodkid

## Lien Externe
- Site officiel